# NHKアジア・フィルム・フェスティバル
NHKアジア・フィルム・フェスティバルは、NHKがアジア各国と映画を共同制作するプロジェクト、及びそれらの作品を上映する映画祭。現在までに19ヶ国で28の作品がNHKとの共同制作により作られている。
制作された作品のほとんどは映画祭の各回で世界初上映され、NHKが優先的に放送権などを得ている。2005年の第6回までは隔年の開催だったが、2006年の第7回から毎年秋の開催になった。2006年の第7回に上映された映画のほとんどは共同制作作品以外の作品であった。
いくつかの作品は、後日日本でも劇場公開され、製作国以外の国にも配給されている。また、他の映画祭に出品されるなどして国際的な賞を受賞したりと、高い評価を得る作品もあり、中でも第5回の「アフガン零年」はアフガン戦争以後のアフガニスタンで製作された初の映画作品として知られ、カンヌ国際映画祭のカメラ・ドールやゴールデングローブ賞の外国語映画賞などの名だたる賞を受賞している。2005年には、このプロジェクト自体が釜山国際映画祭のアジア映画製作者賞を受賞した。

## 共同制作作品
括弧内は（国 / 監督名） *・・・同題名で劇場公開

### 第1回（1995年）
- ニャム （ ベトナム / ダン・ニャット・ミン）
- マン・オブ・ザ・ストーリー （ インド / アドゥール・ゴーパラクリシュナン）
- 孔雀の家 （ タイ / チュート・ソンスィー）
- 天の馬 （ モンゴル / ナンサリーン・オランチメグ）

### 第2回（1997年）
- 台北ソリチュード （ 台湾 / リン・チェンシェン）
- 満月の日の死 （ スリランカ / プラサンナ・ヴィターナゲー）
- I WISH... （ ウズベキスタン / ズリフィカール・ムサーコフ）
- 闘牛師 （ マレーシア / ウ・ウェイ・ビン・ハジサアリ）

### 第3回（1999年）
- ペパーミント・キャンディー* （ 韓国 / イ・チャンドン）
- リトル・チュン* （ 香港 / フルーツ・チャン）
- 欲望の仮面 （ ネパール / ツェリン・リタール・シェルパ）
- 退屈なオリーブたち （ オーストラリア / ベリンダ・チャイコ）
- 柳と風* （ イラン / モハメド・アリ・タレビ）

### 第4回（2001年）
- 囁く砂 （ インドネシア / ナン・アハナス）
- グレーマンズ・ジャーニー （ イラン / アミル・シャハブ・ラザヴィアン）
- ザ・ロード （ カザフスタン / ダルジャン・オミルバエフ）
- きらめきの季節/美麗時光* （ 台湾 / チャン・ツォーチ）

### 第5回（2003年）
- アフガン・零年:OSAMA（劇場公開時のタイトル: アフガン零年） （ アフガニスタン / セディク・バルマク）
- ストーリー・ビギンズ・アット・ジ・エンド （ インド / ムラリ・ナイール）
- 戀之風景（劇場公開時のタイトル: 恋の風景）（ 香港 / キャロル・ライ）
- ハンター （ カザフスタン / セリック・アプリモフ）
- 5 five ~小津安二郎に捧げる~ （ イラン / アッバス・キアロスタミ）

### 第6回（2005年）
- ドント・ルック・バック （ 韓国 / キム・ヨンナム）
- 4:30（フォーサーティ） （ シンガポール / ロイストン・タン）
- 癒やされた地 （ ベトナム / ブイ・タク・チュエン）
- 甘い泥 （ イスラエル / ドュロー・シャウル・・・製作が間に合わなかったため、上映は第7回で行われた。）

### 第7回（2006年）
- 甘い泥 （ イスラエル / ドュロー・シャウル）
- 孔雀（劇場公開時のタイトル: 孔雀 -我が家の風景-）（ 中国 / クー・チャンウェイ）
- モンゴリアン・ピンポン* （ モンゴル  中国 / ニン・ハオ）
- ナヴァラサ* （ インド / サントーシュ・シヴァン）
- パオの物語（劇場公開時のタイトル: モン族の少女 パオの物語）（ ベトナム / ゴー・クアン・ハーイ）
- こんなに近く、こんなに遠く （ イラン / レザ・ミル・キャリミ）

### 第8回（2007年11月1日~11月5日）
- 予感 （ イラン / モスタファ・R・キャリミ）
- ガレージ （ インドネシア / アガン・セントーサ）
- 1735km （ ベトナム / グエン・ギエム・ダン・トゥアン）
- 雨の味 （ シンガポール / グロリア・チー）
- 京義線 （ 韓国 / パク・フンシク）

### 第9回（2008年11月1日~11月5日）
- 僕たちのキックオフ （ イラク / シャウキャット・アミン・コルキ）
- Orz ボーイズ! （ 台湾 / ヤン・ヤーチェ）
- パンドラの箱 （ トルコ / イェシム・ウスタオウル）
- My Son ~あふれる想い~ （ 韓国 / チャン・ジン）
- 追憶の切符 （ 中国 / ジェイコブ・チャン）
- キネマの大地 （ 中国 / 向陽）

### 第10回（2009年10月24日~10月29日）
- ピノイ・サンデー （ 台湾 / ウィ・ディン・ホー）
- タハーン〜ロバと少年〜 （ インド / サントーシュ・シヴァン）
- トゥルー・ヌーン （ タジキスタン / ノシール・サイードフ）
- シャングリラ （ 中国 / ティン・ナイチョン）
- キャプテン アブ・ラーイド  ヨルダン / アミン・マタルカ）